# Брюгьер, Клод Дени Ноэль
Клод Дени Ноэль Брюгьер (фр. Claude Denis Noël Bruguière; 1773—1806) — французский военный деятель, полковник (1802 год), участник революционных и наполеоновских войн.

## Биография
Начал службу 18 июля 1792 года в звании младшего лейтенанта в 52-м пехотном полку. В 1793 году участвовал в экспедиции на Сардинию, в ходе которой попал в плен к испанцам на острове Сан-Пьетро, и содержался в плену до заключения мира.
Вернувшись во Францию, 15 ноября 1793 года был зачислен в 103-ю пехотную полубригаду. 20 мая 1795 года стал лейтенантом, а 12 ноября 1795 года - капитаном. Сражался в рядах Итальянской армии, с 21 ноября служил при штабе полковника Буайе. 19 июня 1797 года возглавил роту в 1-м кавалерийском полку.
14 декабря 1797 года он был выбран генералом Леклерком, начальником генерального штаба Армии Англии, в качестве адъютанта. Вступил в должность в Бресте 5 ноября 1798 года. 26 августа 1799 года стал командиром эскадрона. 1 января 1800 года был награждён почётной саблей с Версальской мануфактуры.
С 1800 по 1801 годы служил в наблюдательном корпусе Жиронды, а 12 ноября 1801 года отправился в экспедицию на Санто-Доминго. Отличился во множестве боёв, в частности 11 марта 1802 года при Крите при Пьеро, где был произведён в полковники штаба прямо на поле битвы.
Вернувшись во Францию в июне 1802 года, чтобы объявить правительству о сдаче Туссен-Лувертюра, получил пару пистолетов в качестве свидетельства удовлетворения Первого консула за выдающееся поведение в Санто-Доминго, и был утверждён в новом звании 4 августа 1802 года. После этого вновь отправился на Санто-Доминго, где  оставался вплоть до смерти генерала Леклерка.
24 марта 1803 года был поставлен во главе 112-й полубригады линейной пехоты. 31 августа 1803 года стал командиром 4-го конно-егерского полка. Служил в Итальянской армии, затем в Армии Неаполя. В январе 1806 года стал адъютантом Жозефа Бонапарта. 22 октября 1806 года был убит разбойниками в окрестностях Гаэты.

## Награды
- Почётная сабля (1 января 1800 года)

 Легионер ордена Почётного легиона (16 октября 1803 года)
 Офицер ордена Почётного легиона (14 июня 1804 года)